# Kasteelboerderij

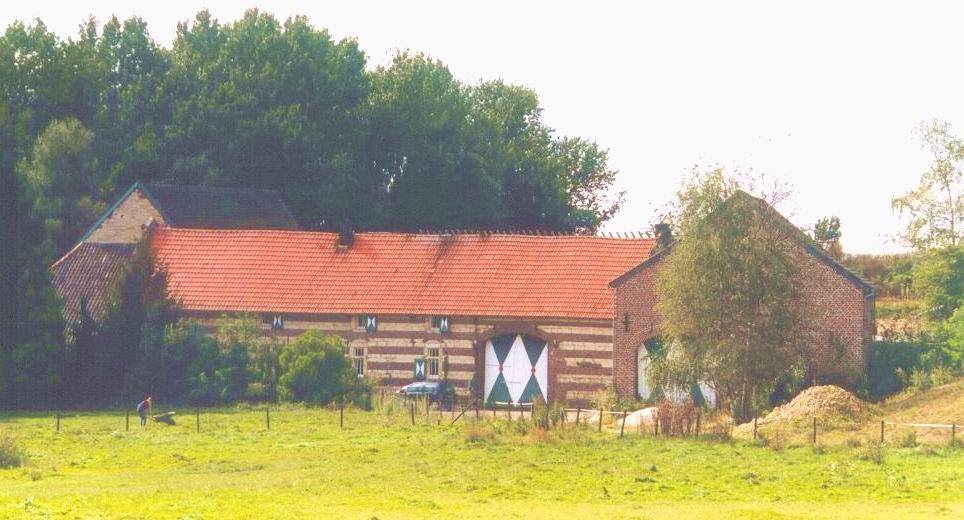
Kasteelhoeve den Struyver in Ten Esschen (L.)

Een kasteelboerderij was een boerderijtype die onderdeel was van het grootgrondbezit van de kasteelheer.
Hij verpachtte de boerderij doorgaans aan lokale landbouwers. Door koop of juist verkoop kon de kasteelheer het aantal boerderijen uitbreiden of juist inkrimpen. Vaak was de opbrengst van de pacht belangrijk voor het in stand houden van kasteeltuin en kasteelpark, naast bijvoorbeeld de opbrengsten uit bosbouw. Ook de neerhof kan doorgaans als een kasteelboerderij beschouwd worden.